# Porte-avions

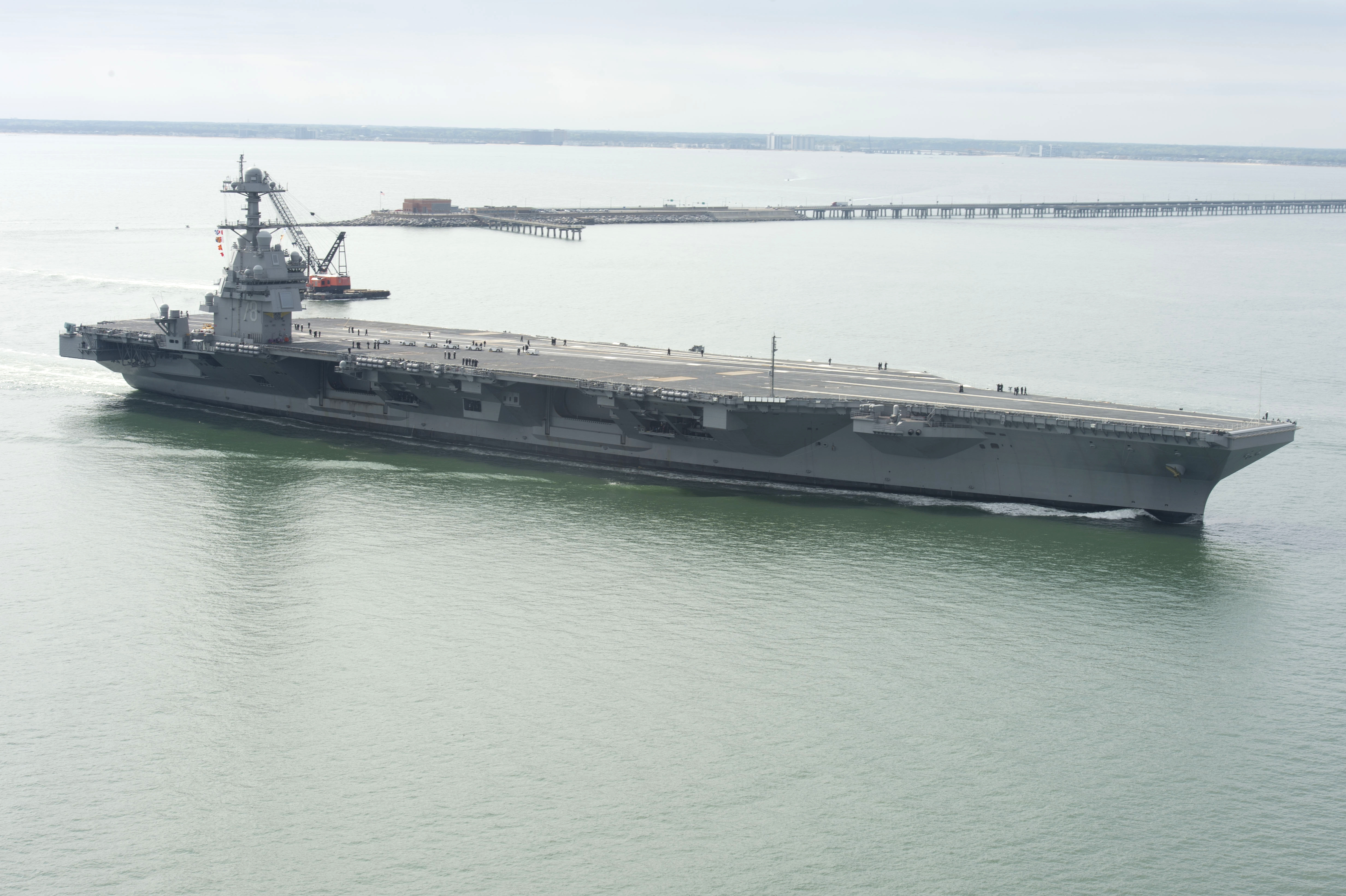
Vue à la base navale de Norfolk, en avril 2017, du USS Gerald R. Ford (CVN-78), tête de sa classe, le plus gros porte-avions en service depuis 2017 (100000 t en pleine charge).

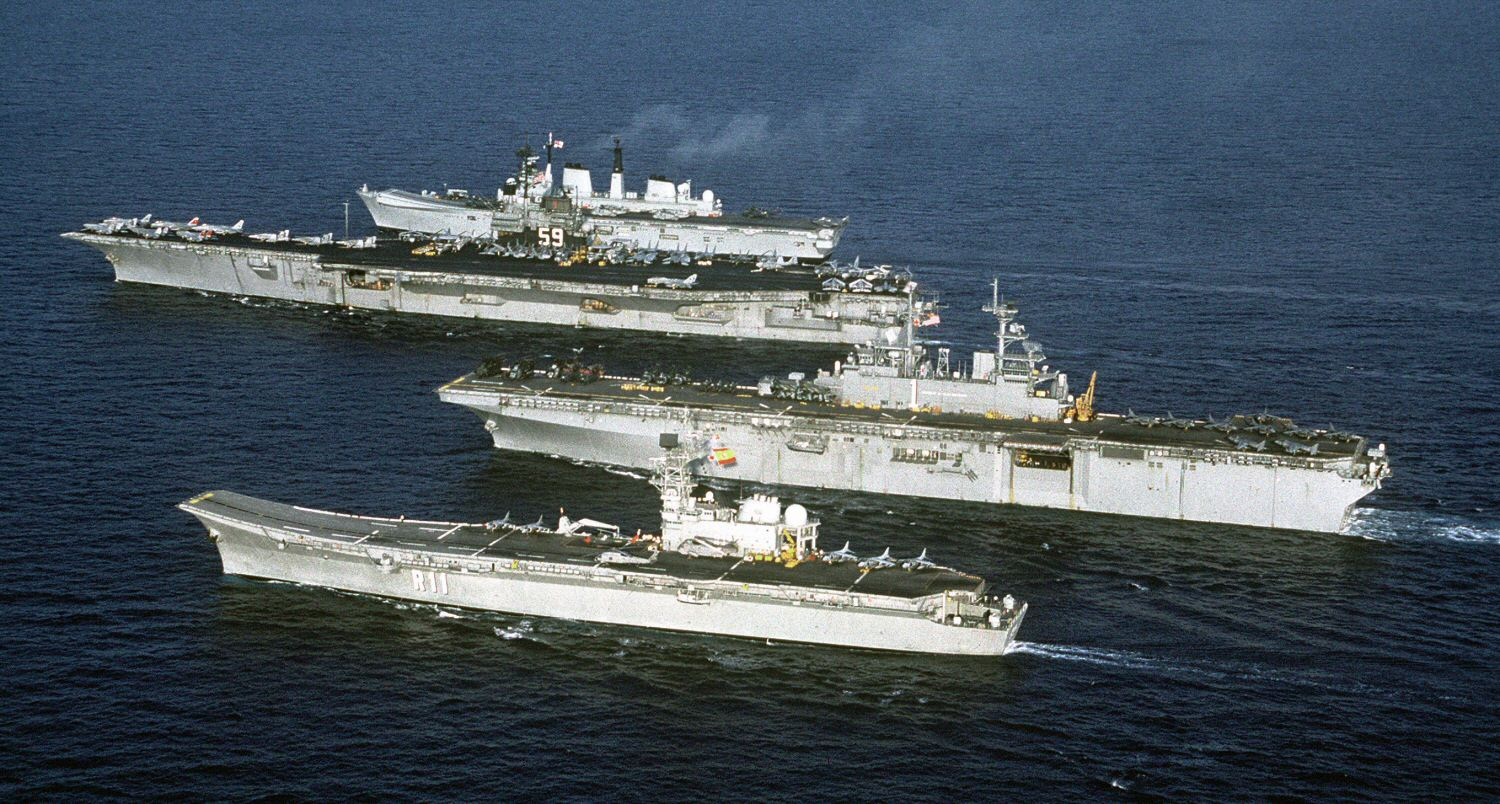
Photo de groupe de porte-avions, porte-aéronefs et porte-hélicoptères d'assaut : le STOBAR CV Principe de Asturias, l'USS Wasp (LHD-1), le CATOBAR CV et le STOBAR CV (7 octobre 1991).

Un porte-avions ou un porte-aéronefs (aussi écrit au singulier porte-avion ou porte-aéronef depuis 1990) sont des navires de guerre permettant le lancement et la réception d'aéronefs (avions de combat, hélicoptères) à partir de leurs pont. Ces bâtiments sont dotés d’une puissance militaire considérable dont les capacités multiples en font des instruments d’une grande souplesse d’utilisation militaire ou diplomatique.
Capables d’assurer une projection de puissance garantissant une supériorité aérienne depuis la mer et sur la terre, les porte-avions sont de véritables bases aériennes pouvant se déplacer de mille kilomètres par vingt-quatre heures. Ils permettent de placer une force aérienne autonome en presque n'importe quel endroit du globe. Ce sont généralement de très grands navires et de véritables villes flottantes nécessitant un équipage de souvent plusieurs milliers de marins. Le porte-avions est le centre d'un groupe aéronaval constitué de plusieurs types de navires de guerre assurant autour du groupe un espace de sécurité aérienne, en surface et sous-marine. En raison d’un entretien extrêmement complexe et coûteux, l'exploitation d’un porte-avions est réservée à quelques rares États disposant des moyens industriels et d’un budget de défense importants.
Les porte-avions ont fait la démonstration de leur suprématie navale lors de la Seconde Guerre mondiale mais, dans les années d'après-guerre, de nombreux dirigeants américains considèrent que les progrès réalisés par les bombardiers à grand rayon d'action de l'US Air force rendent les porte-avions obsolètes. En 1949 la construction du USS United States, premier d'une série de cinq super porte-avions américains, est suspendue par le secrétaire d'État à la défense Louis A. Johnson. Quelques mois plus tard, la Corée du Nord envahit la Corée du Sud. Cette Guerre de Corée surprend le gouvernement américain et son armée. Les bases aériennes que l'US Air Force pensait utiliser pour ses avions sont maintenant sous contrôle de l'armée nord-coréenne, et les avions américains ne peuvent plus intervenir qu'en décollant de leurs bases du Pacifique situées sur l’île d'Okinawa et l’île de Guam. Le gouvernement ordonne en catastrophe la remise en service de quatre porte-avions réformés de la Seconde Guerre mondiale qui démontrent que les porte-avions ont toute leur utilité dans l'US Navy. Le gouvernement décide de relancer la construction de huit super porte-avions en dix ans, dont le premier est l'USS Forrestal.
Par sa puissance, sa mobilité, son autonomie et la variété de ses moyens, le porte-avions est souvent la pièce maîtresse des flottes de combat modernes. Sur le plan tactique, voire stratégique, il a remplacé le bâtiment de ligne dans le rôle de navire amiral. L'un de ses gros avantages est qu'en naviguant dans les eaux internationales, il n'occasionne aucune ingérence dans une quelconque souveraineté territoriale et permet de ce fait de s'affranchir des autorisations de survol de pays tiers (dont l'obtention peut prendre plusieurs semaines, même avec un pays ami, ou pire être refusée), de réduire les temps et distances de transit des avions, et par conséquent d'augmenter considérablement le temps de disponibilité sur la zone de combat.
Dès qu'une crise internationale se profilait, Henry Kissinger, le secrétaire d'État américain de 1973 à 1977 et prix Nobel de la paix en 1973 pour son action dans la résolution de la guerre du Viêt Nam et de la guerre du Kippour, ouvrait rituellement les réunions du conseil national de sécurité par la phrase : « Où sont les porte-avions ? ». Il clamait aussi : « Un porte-avions, c'est 100 000 tonnes de diplomatie ».

## Description

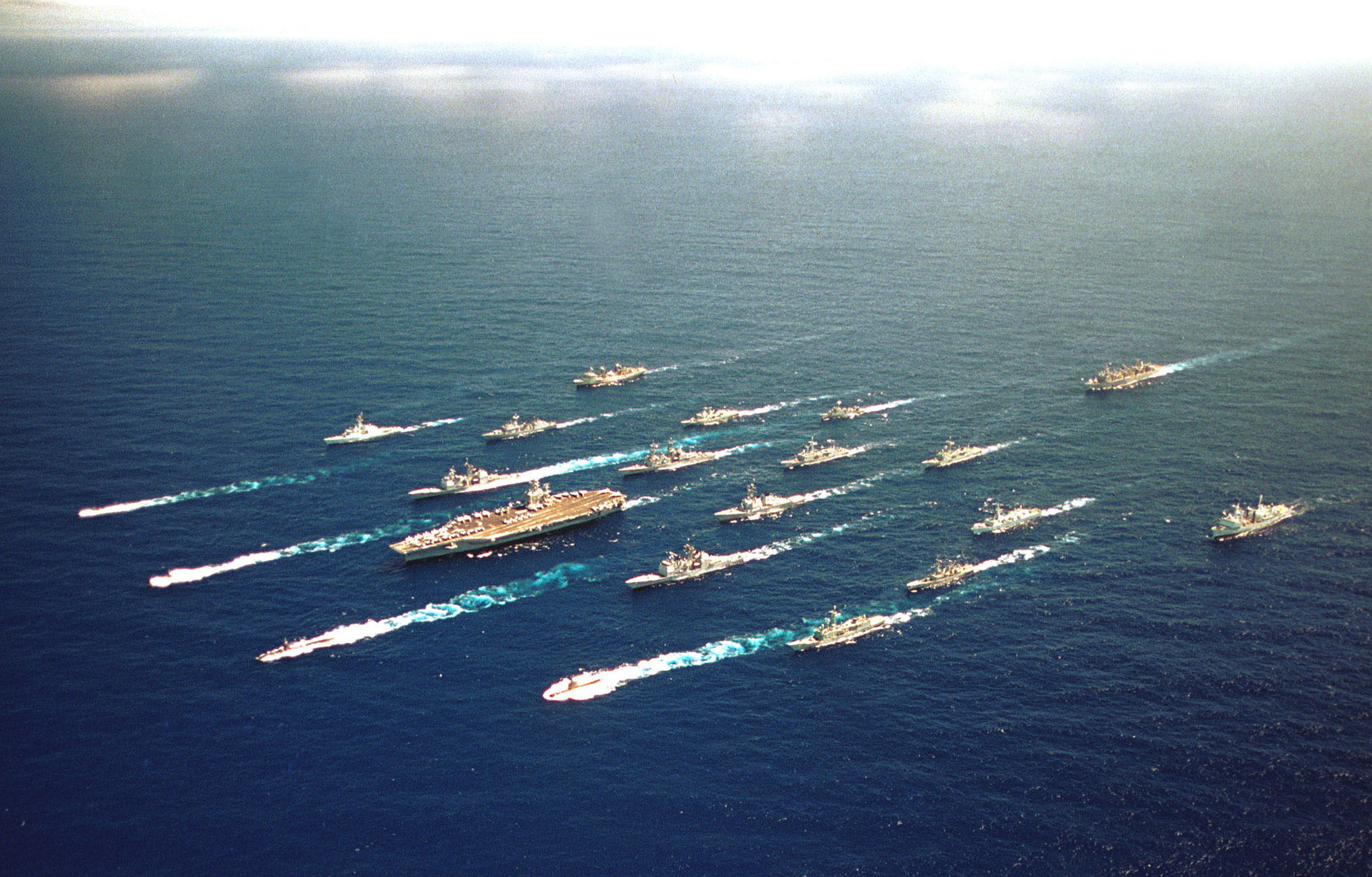
Le porte-avions américain et ses navires d'accompagnement en juin 2000.

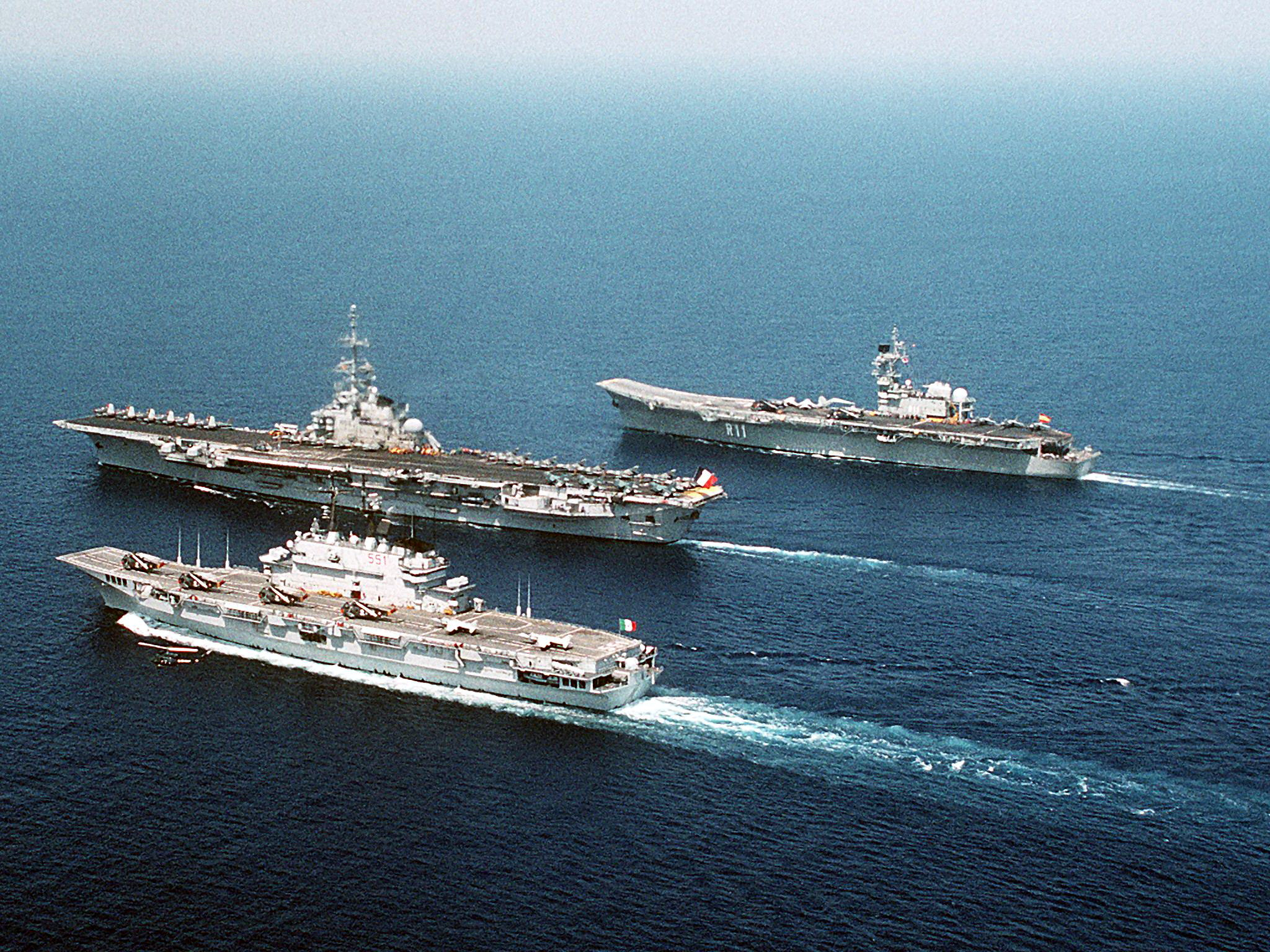
Le porte-aéronefs italien Giuseppe Garibaldi (C-551) à gauche, le porte-aéronefs espagnol Principe de Asturias à droite et le porte-avions français Foch (R-99), au centre dans la formation en mai 1992.

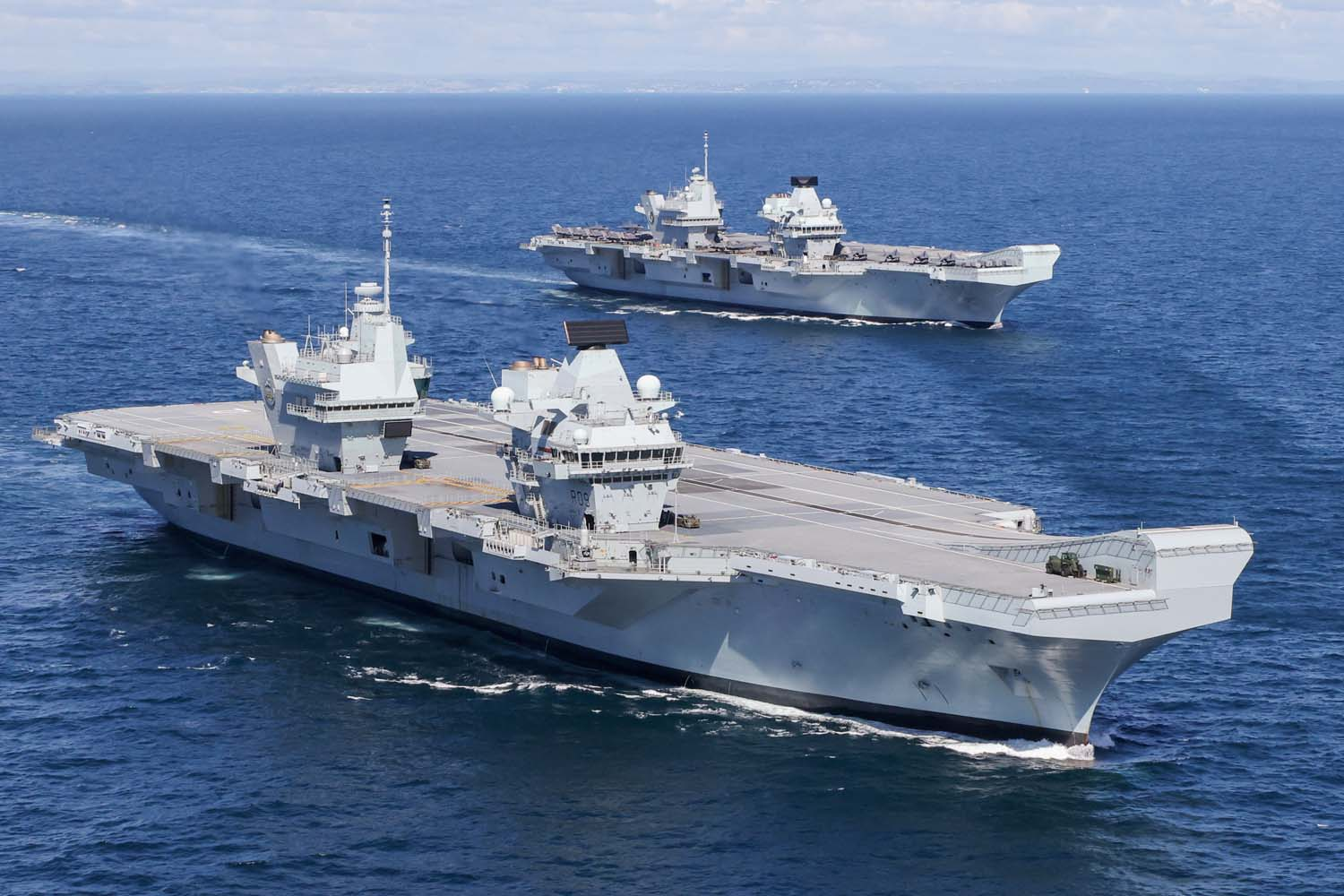
Les Sister-ship porte-aéronefs britanniques STOVL CV et, porteurs d'avions multirôles STOL F-35B en mai 2021

Un porte-avions est constitué des éléments suivants :
- un pont d'envol plat constitué d'une ou deux pistes (une piste axiale et une piste oblique) permettant le décollage et l'appontage de son parc aérien ;
- un îlot, placé sur tribord[b] du pont d'envol et servant entre autres de tour de contrôle ;
- des ascenseurs permettant les mouvements des aéronefs (avions et hélicoptères) entre le pont d'envol et les hangars ;
- sous le pont d'envol, on trouve les hangars où sont garés les avions et où s'effectue leur entretien, les soutes à carburant et à munitions, les logements du personnel et les machines fournissant l'énergie et assurant la propulsion ;
- sur le pont d'envol se trouvent les catapultes permettant de donner aux avions la vitesse nécessaire au décollage ainsi que les brins d'arrêt pour le freinage à l'appontage.

Un porte-aéronefs, à la différence d'un porte-avions, ne possède pas de catapulte. Il met en œuvre des avions à décollage court au moyen d'un tremplin situé sur l'avant du pont d'envol, ou à décollage vertical. Selon le type d'avions embarqués, il peut posséder ou non des brins d'arrêt. Si le porte-aéronefs n'est pas équipé de brins d'arrêt, les avions se posent sur son pont, en vol stationnaire à la manière d'un hélicoptère ou à vitesse réduite (STOL).
Ce type d'avions à décollage court ou vertical permet d'utiliser des plateformes moins vastes que celles des porte-avions, donc de construire des bâtiments de plus faible tonnage, aux coûts de construction et de maintenance moins élevés. En contrepartie, ces avions, qui consomment une grande quantité de carburant pour apponter ou décoller, sont handicapés par leur plus faible rayon d'action et leur capacité d'emport inférieure.
Élément majeur de la force navale, le porte-avions est un bâtiment précieux. Aussi est-il escorté par d'autres unités de combat qui assurent sa protection : croiseurs, frégates antiaériennes, frégates anti-sous-marines, chasseurs de mines et sous-marin nucléaire d'attaque. Pour le ravitailler, ainsi que son escorte, il est accompagné d'un ou plusieurs pétroliers ravitailleurs d'escadre. Cette force opérationnelle destinée à une projection de puissance constitue un groupe aéronaval.
Sa vulnérabilité fait que la pertinence du porte-avions a souvent été (et est encore) contestée, notamment parce qu'il mobilise un grand nombre de bâtiments d'escorte. De même, les catapultes constituent le talon d'Achille du porte-avions. Ce matériel est très complexe et en cas de panne ou d'avarie de combat, certes le porte-avions reste à flot mais il a perdu toute sa valeur opérationnelle, ne pouvant plus mettre en œuvre son aviation embarquée.
Mais les multiples opérations militaires qu'il permet d'accomplir font de ce type de bâtiment un atout irremplaçable pour les gestions de crise. Pouvant opérer à partir des eaux internationales, il évite les longues, délicates et incertaines tractations diplomatiques, destinées à obtenir d'États tiers, limitrophes des zones de crise ou de conflit, des autorisations de survol et de stationnement éventuel sur leur sol.
En raison des moyens qu'ils permettent de mettre en œuvre (de 20 à 90 avions et hélicoptères), les porte-avions sont les plus gros navires de guerre existants. Afin d'augmenter leur autonomie et d'éviter de fréquents ravitaillements à la mer, certains porte-avions sont à propulsion nucléaire. Remontant au début des années 1960, ce type de propulsion est à présent parfaitement maîtrisé après avoir connu divers problèmes de jeunesse tels que le danger des radiations, les fuites éventuelles, la vulnérabilité des chaufferies, et un entretien spécifique. La propulsion nucléaire ne supprime pas le besoin de ravitailler le navire en carburant pour ses avions, mais elle permet d'embarquer davantage de kérosène qu'un porte-avions à propulsion classique, en utilisant au profit de son parc aérien la capacité des soutes à gazole dont il n'a pas besoin.

## Porte-avions dans le monde

### Classification des porte-avions

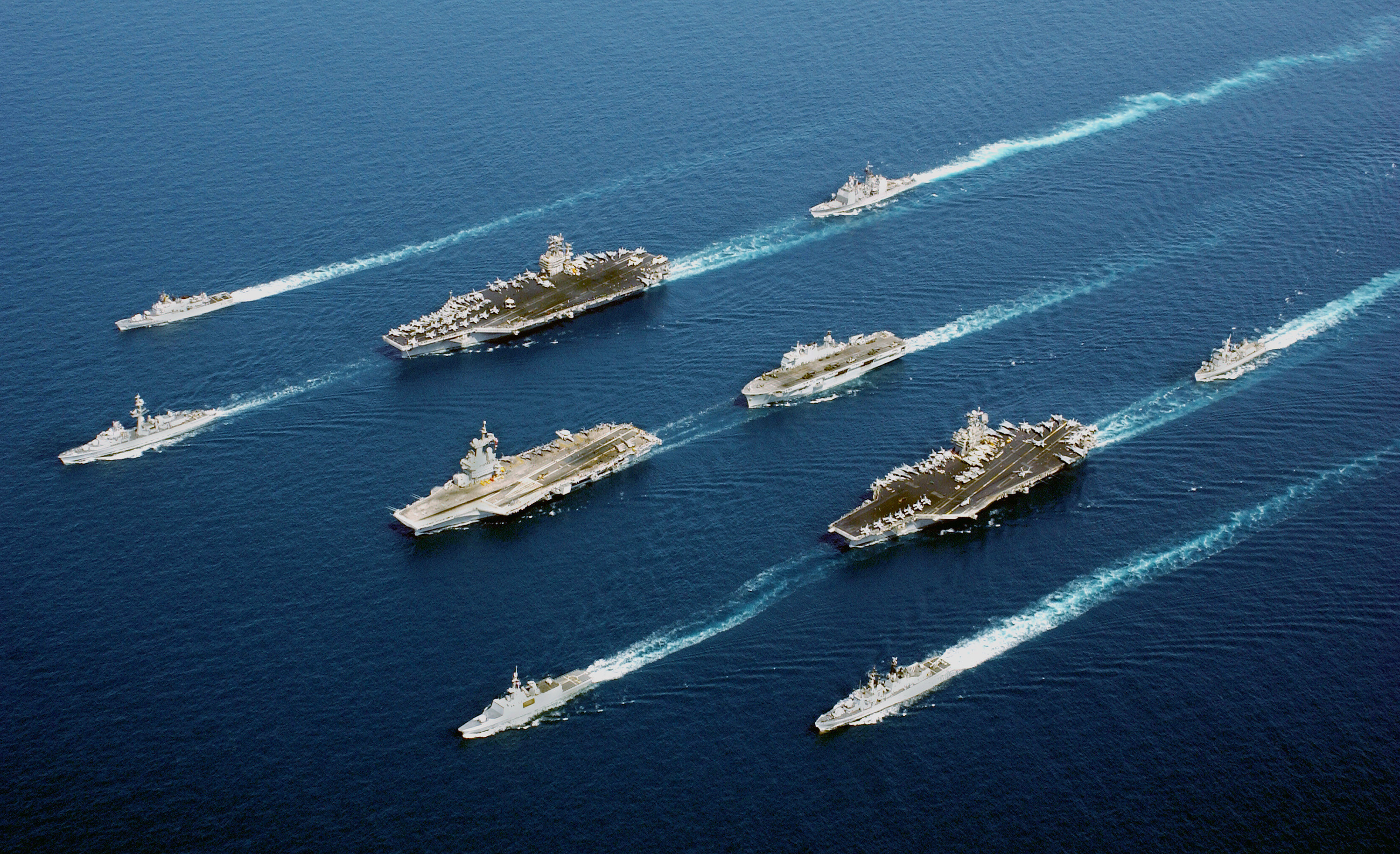
Image de bâtiments de 5 nations engagées dans l'opération Enduring Freedom en mer d'Arabie. En 4 colonnes descendantes de gauche à droite :
ITS Maestrale (F 570), FS De Grasse (D 612), USS John C. Stennis (CVN-74), FS Charles de Gaulle (R 91), FS Surcouf (F 711), USS Port Royal (CG-73),, USS John F. Kennedy (CV-67), ITS Luigi Durand de la Penne (D 560), et HNLMS Van Amstel (F 831) (18 avril 2002).

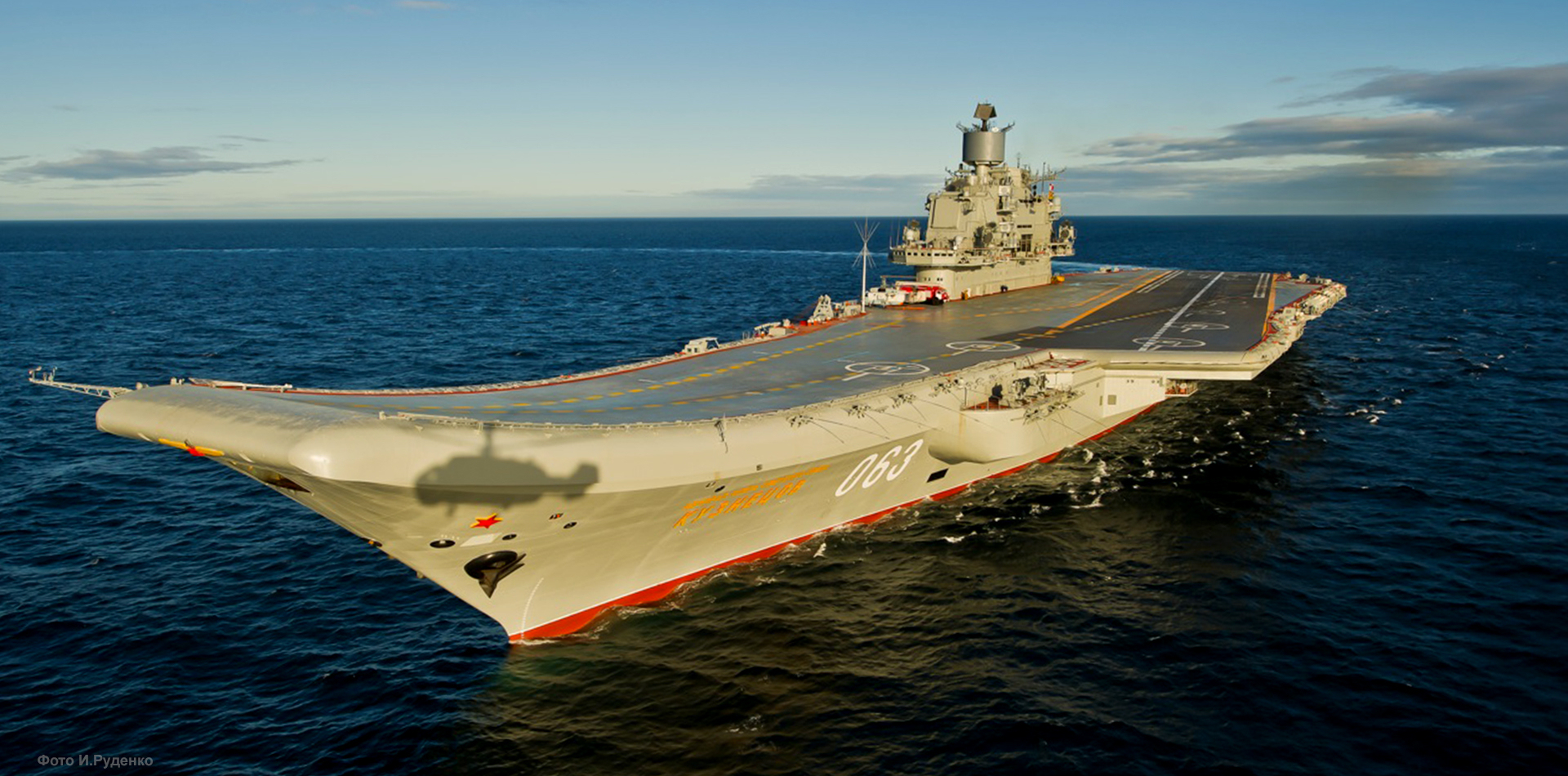
Porte-avions de la Marine russe STOBAR CV Admiral Kuznetsov

- AV : Seaplane Tender, transport d'hydravions (désignation désuète) ;
- CV : Aircraft Carrier, porte-avions à propulsion classique [i.e. : non nucléaire] ;
- CVL : Light Aircraft Carrier, porte-avions léger (plus utilisé) ;
- CVE : Escort Aircraft Carrier, porte-avions d'escorte (plus utilisé) ;
- CVH : Helicopter Aircraft Carrier, porte-aéronefs apte seulement à la mise en œuvre d'appareils ADAV/ADAC
- CVN : Nuclear Aircraft Carrier, porte-avions/aéronefs à propulsion nucléaire ;
- CVS : ASW Support Aircraft Carrier, porte-aéronefs à vocation prioritaire de lutte anti-sous-marine ;
- CVSG : porte-aéronefs à vocation prioritaire de lutte anti-sous-marine et armé de missiles antinavires, exemple : classe Kiev ;
- CVV : Aircraft Carrier (Medium) (alt. Aircraft Carrier Vertical), alternative moins coûteuse au super porte-avions de classe Nimitz (proposé, jamais construit).
- CATOBAR : Catapult Assisted Take Off But Arrested Recovery, avec catapultes et avec brins d'arrêt ; permet la mise en œuvre d'avions conventionnels (mais navals ou navalisés), dont les grands porte-avions de construction américaine et française sont les seuls représentants en 2018 ;
- STOBAR : Short Take-Off But Arrested Recovery, avec tremplin et brins d'arrêt ; permet aussi la mise en œuvre d'avions « conventionnels » (i.e. : terrestres), mais avec moins de souplesse qu'un CATOBAR (direction et force du vent plus contraignantes) ; comme l’Amiral Kouznetsov russe ;
- STOVL : Short Take-Off, Vertical Landing, avec ou sans tremplin mais sans brins d’arrêt ; apte seulement à la mise en œuvre d'appareils ADAV/ADAC ;
- DDH : destroyer porte-hélicoptères ;
- LHD : Landing Helicopter Dock, porte-aéronefs à pont d'envol continu, disposant d'un grand radier inondable ;
- LHA : Landing Helicopter Assault, porte-aéronefs à pont d'envol continu, disposant d'un petit radier inondable;
- LPH : Landing Platform Helicopter, porte-hélicoptères à pont d'envol continu, sans radier inondable.

### Origine de l'appellation des porte-avions
La désignation « CV » vient de l'US Navy, et date du début de l'aéronavale américaine. Ce digramme n'est pas l'abréviation (avec ses initiales) de l'appellation officielle « Aircraft Carrier » (AC), sachant que la lettre « A » - en première position - est propre aux bâtiments auxiliaires. « AC » aurait donc alors décrit un « croiseur auxiliaire » (Auxiliary Cruiser) ou bien un « transport de charbon » (Auxiliary Collier).
Ainsi, des hypothèses de significations et origines de « CV » ont été émises :
- « Cruiser Voler » (en anglais et français), appellation découlant de l'explication ci dessus, mais impropre et probablement jamais utilisée[c] ;
- « Cruiser aViation », signifiant « croiseur d'aviation », mais avec l'abréviation « CA » déjà utilisée pour désigner les croiseur lourds ;
- « Carrier Vessel », fréquemment avancée et signifiant « vaisseau/navire porteur » ;
- « Carrier heaVier », pour un « porteur [d'aéronefs] plus lourds [que l'air] ».

La première est ici la plus probable.
La lettre « V » était déjà utilisée par la marine pour désigner les « aéronefs plus dense que l'air », en opposition au « Z » pour les « aéronefs moins dense que l'air »,, chacune respectivement utilisées pour les navires des types AV heavier-than-air aircraft tender ("porte aéronefs plus denses que l'air", plus tard renomer en "transport d'hydravions") et AZ Lighter-than-air aircraft tender ("porte aéronefs moins denses que l'air"). Cette usage est également retrouvé dans les formations d’aviation (à voilure fixe et plus lourds que l’air), ainsi note-t-on les flottilles VB (bombardement), VO (observation), VR (transport), VT (torpillage), VF (chasse, ou combat)…
La lettre « V » n'évoque pas non plus «Vessel», du fait que qu'une telle appellation serait désuète, étant applicable à tout type de navire de la marine. La lettre maintient notamment son sens dans les types dérivés de « CV » (CVL, CVE(sauf pour les quelques cas où il prend le sens de « Vertical », ex. : CVV). 
Pour la lettre « C », elle désigne ici un "croiseur", soit le terme générique pour les grands bâtiments de combat.
Les premiers porte-avions de l'US Navy qui reçurent l'appellation « CV » résultèrent de conversions : soit d'un navire auxiliaire (l'USS Langley), soit de coques inachevées de croiseurs de bataille (« CC »; la classe Lexington). Ainsi, ils passèrent dès leur transformation au statut de bâtiment de combat porte aéronef plus dense que l'air, recevant d’emblée l'appellation de « CV ».